# Myškova
La Myškova (in russo Мышкова?) è un fiume della Russia europea, affluente di sinistra del Don, sfocia nel bacino idrico di Cimljansk. Scorre nei rajon Svetlojarskij, Oktjabr'skij e Kalačëvskij dell'oblast' di Volgograd.
Il fiume scorre dapprima in direzione sud-ovest per girare poi a nord-ovest fino a sfociare nel bacino di Cimljansk, a 455 km dalla foce del Don. Ha una lunghezza di 100 km; l'area del suo bacino è di 1 400 km².